# Andrijiwka (hromada Kołomyjczycha)
Andrijiwka  (ukr. Андріївка, do 2016 Roziwka, ukr. Розівка) – wieś na Ukrainie, w obwodzie ługańskim, w rejonie swatowskim, w hromadzie Kołomyjczycha. W 2018 liczyła 17 mieszkańców.